# Пневно (Волынская область)
Пне́вно (укр. Пнівне) — село в Камень-Каширской городской общине Камень-Каширского района Волынской области Украины.
Население по переписи 2001 года составляет 583 человека. Почтовый индекс — 44531. Телефонный код — 3357. Занимает площадь 2,47 км².